# ヤマジスゲ
ヤマジスゲ Carex bostrychostigma Maxim. 1886. は、カヤツリグサ科スゲ属の植物の1つ。細長い果胞を疎らに付けた小穂を花茎に沿わせるように出し、その姿はむしろイネ科の小柄なもののように見える。

## 特徴
柔らかな感じの多年生草本。根茎は短いながらも横に這って伸び、緩やかに纏まった集団を作って生えている。花茎は長さ30～80cmになるが斜めに倒れていることが多い。そのために実際の高さは15cm内外となっている。茎だけでなく葉も緩く四方に斜めを向けて伸びる。茎は滑らか。葉は深緑色で幅2～4mm、柔らかくてやや滑らか。葉の長さは花茎と同程度かやや短い。
花期は5～6月。小穂は花茎の先端から5～10cmの範囲に4～８個つく。頂小穂は雄性で、側小穂は雌性。花序の苞は上方のものは針状で、下方のものは葉身が発達し、基部には鞘がある。よく発達した葉身は3～7cmに達し、鞘の長さは2cmまで。頂生の雄小穂は線形で長さ1-2cmで柄があり、雄花鱗片は淡褐色で先端は鋭く尖っている。側小穂は多数が互いに距離を隔てて配置し、長さは3cm程で果胞を疎らに付ける。雌花鱗片は白緑色で先端は尖っている。果胞は披針形で長さ6～8mm、多少細かい脈があり、毛はない。花柱はとても長く、先端は3つに裂け、宿在性で果実が熟しても残っている。柱頭の長さは1cmほどもあって当初は汚白色で、後に淡暗紫色になる。
和名については山路スゲの意であり、山地の路傍の踏み跡によく見られることから付けられたという。

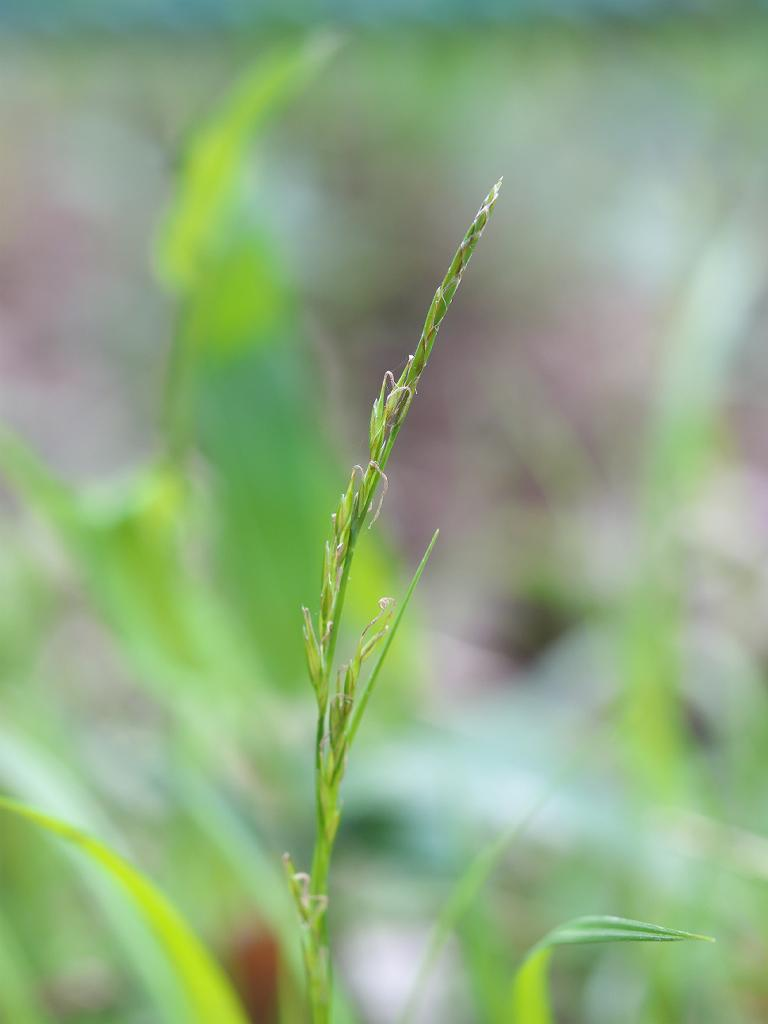
花序の上半部
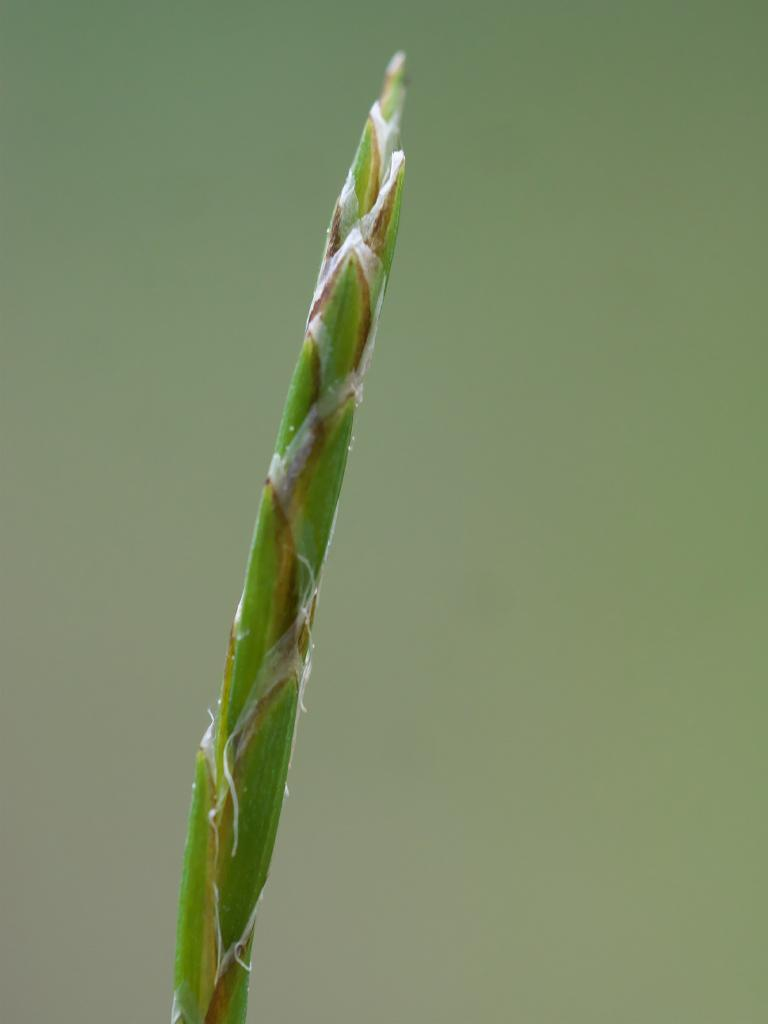
雄小穂
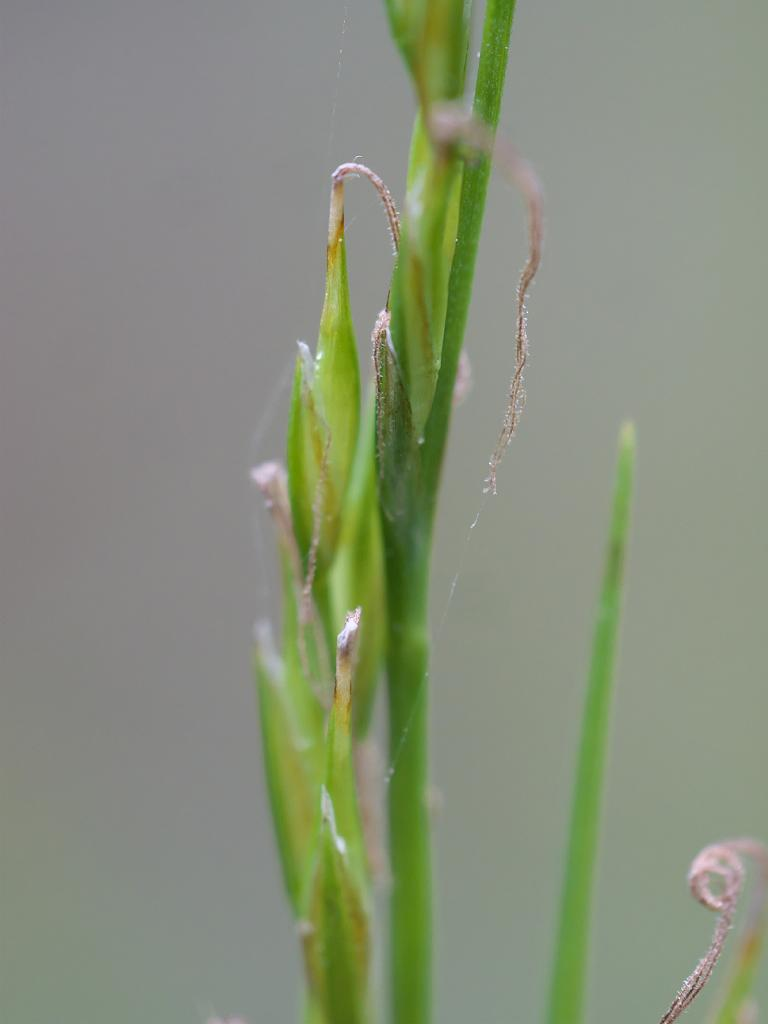
雌小穂の拡大像

## 分布と生育環境
日本では本州の近畿以西、四国、九州にあり、国外では朝鮮、中国東北部、ウスリーにまで知られる。なお、勝山(2015)では屋久島が？付きで示されている。
乾いた樹林内の踏み跡や林縁に見られる。やや標高の高い乾燥した林縁に生える。

## 分類など
頂小穂雄性、側小穂雌性、苞には鞘があり、果胞は披針形で上を向き、花柱は宿在性で柱頭は3裂、といった特徴から勝山(2015)は本種をヤマジスゲ節 Sect. Debiles に含め、日本の種ではこれに属するのは本種のみ、としている。
本種に似たスゲはあまりない。星野他(2002)は似た種としてミヤマジュズスゲ C. dissitiflora を上げており、確かにこの2種は何れも細長い小穂に疎らに果胞を付け、その果胞が細長くて軸に密着している様子などもよく似ている。ただしこの種では小穂はどれも雄雌性で、つまり各々の小穂の先端部には雄花部がある。この点はぱっと見では看取りづらいが、この種の場合、小穂はばらっと花茎から広がって着き、また小穂の中の果胞から新たな小穂が出ることがあってまるで枝分かれしているようになるなど、一目で本種とは見分けがつくことが多い。現在ではこの種と本種とは異なる節に所属することとなっており、類縁も近いものではないという判断である。
この種がむしろイネ科に見える、というのはちょいちょい言われるところであり、星野他(2002)にはそのために見落としがち、としているが、これは多分カヤツリグサ科を中心に探す人間の感想と思われる。更にはより特定して「トボシガラの叢」に似て見える、との声も。

## 保護の状況
環境省のレッドデータブックでは指定がないが、府県別では京都府、奈良県、兵庫県、徳島県、山口県、鹿児島県で何らかの指定があり、また大阪府では絶滅とされている。おおむねは分布域の周辺部と思われる。京都府では「調査が不足ではあるが個体数が少ないのは確か」とのこと。